# スコットランドの音楽チャート
スコットランドの音楽チャートには、"Scottish Singles Chart"（スコットランド・ゲール語: Cuairt Orain na h-Alba）と "Scottish Albums Chart" があり、これらはイギリスの STV North、STV Central、ITV Border の各テレビ局がカバーする地域における物理メディア販売・ダウンロード販売の売上に基づいて、オフィシャル・チャーツ・カンパニーが集計する。
スコットランドの音楽チャートで使われる売上データは、全英チャート（全英シングルチャートと全英アルバムチャート）にも算入される。